# New Offenburg, Missouri

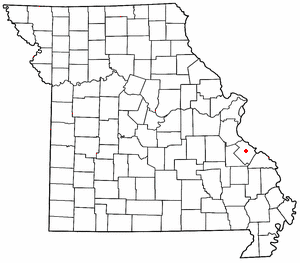
Plasarea localității New Offenburg în comitatul Sainte Geneviene și în statul

New Offenburg este o localitate neîncorporată situată în comitatul Sainte Geneviene, statul Missouri, Statele Unite ale Americii.
New Offenburg se găsește la circa 16 km (sau 10 mile de localitatea omonimă cu numele comitatului Sainte Genevieve, fiind situată pe drumul statal Route 32.

## Istoric
Există un oraș german cu numele de Offenburg, aflat între vestul landului Baden-Württemberg. Aflat la circa 20 de km de Strasbourg, Franța, plasat între Pădurea Neagră și fluviul Rin, Offenburg este atestat documentar din anul 1148.